# Aedes taeniarostris
Aedes taeniarostris är en tvåvingeart som först beskrevs av Theobald 1909.  Aedes taeniarostris ingår i släktet Aedes och familjen stickmyggor. Inga underarter finns listade i Catalogue of Life.